# Senhora do Socorro
Senhora do Socorro é um distrito do município brasileiro de Conceição do Mato Dentro, no interior do estado de Minas Gerais. Segundo o censo demográfico de 2022, realizado pelo Instituto Brasileiro de Geografia e Estatística (IBGE), sua população era de 267 habitantes e havia 102 domicílios particulares permanentes ocupados. Possui área de 44,69 km² conforme a Fundação João Pinheiro (FJP). Foi criado pela lei municipal nº 1.757 de 30 de março de 2004.
De acordo com o IBGE, em 2010 a população era de 290 habitantes e havia 162 domicílios particulares.